# Atal (przedsiębiorstwo)

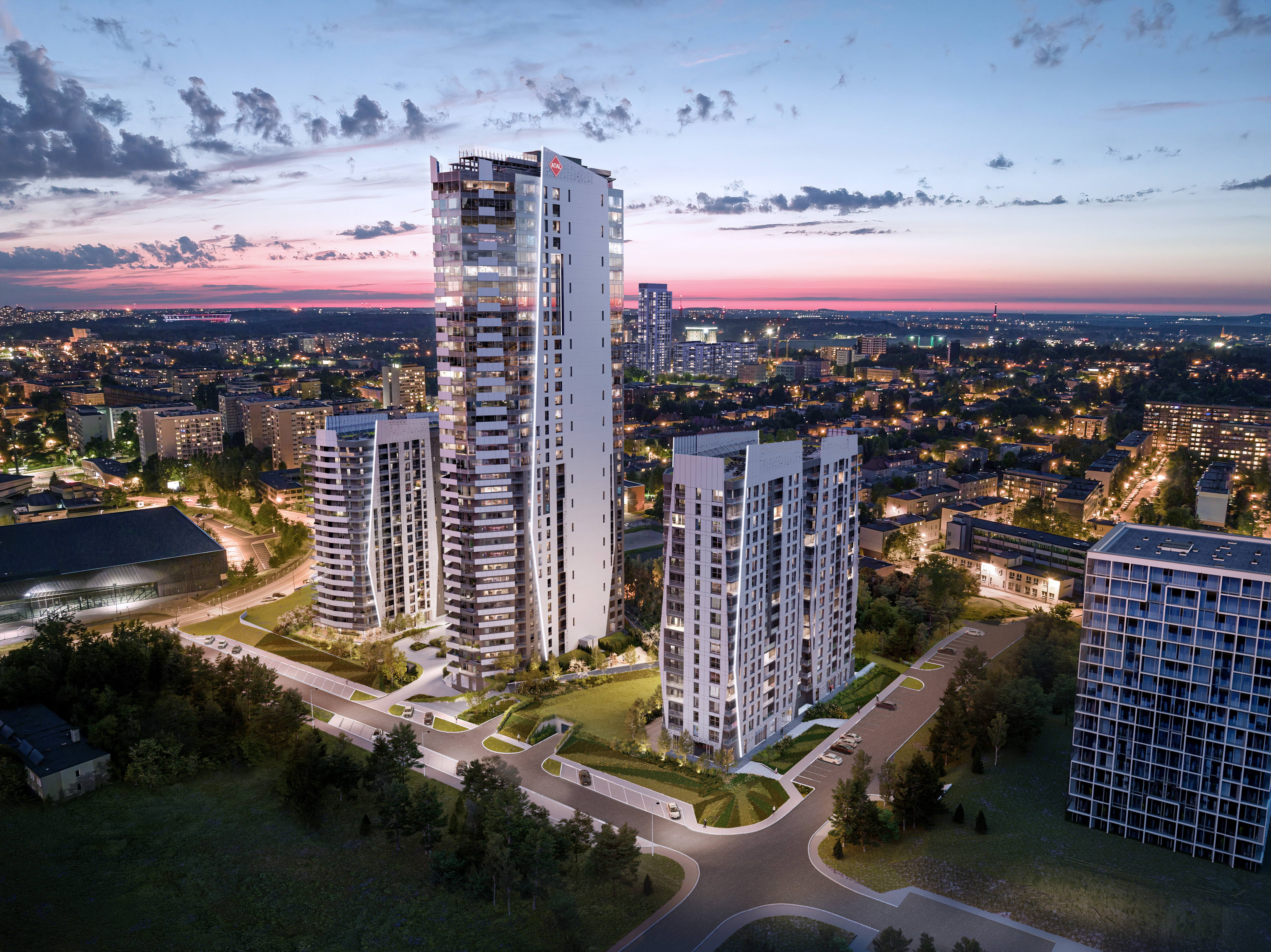
Wizualizacja kompleksu Atal Olimpijska w Katowicach

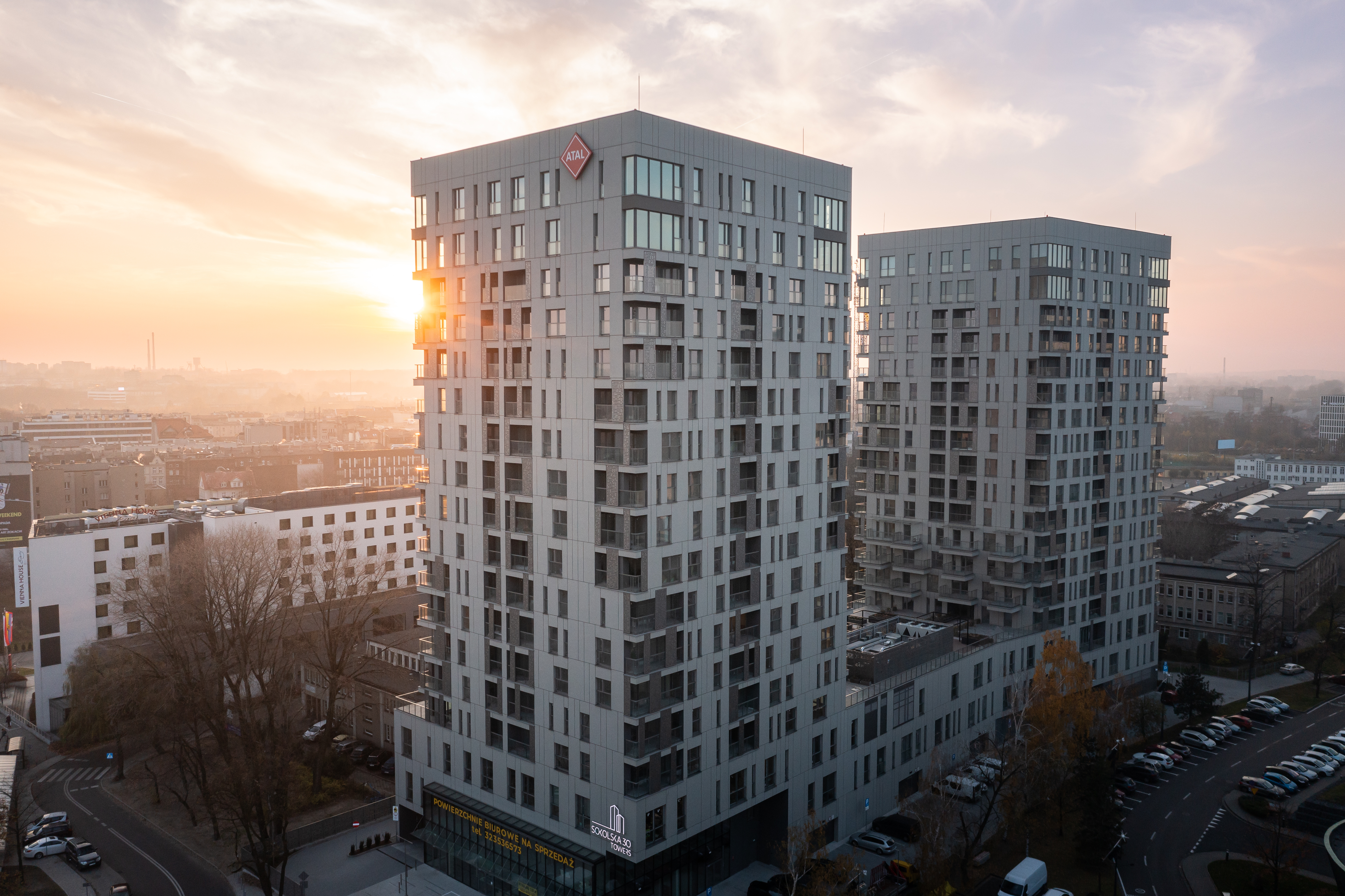
Kompleks budynków Sokolska 30 Towers w Katowicach (2021)

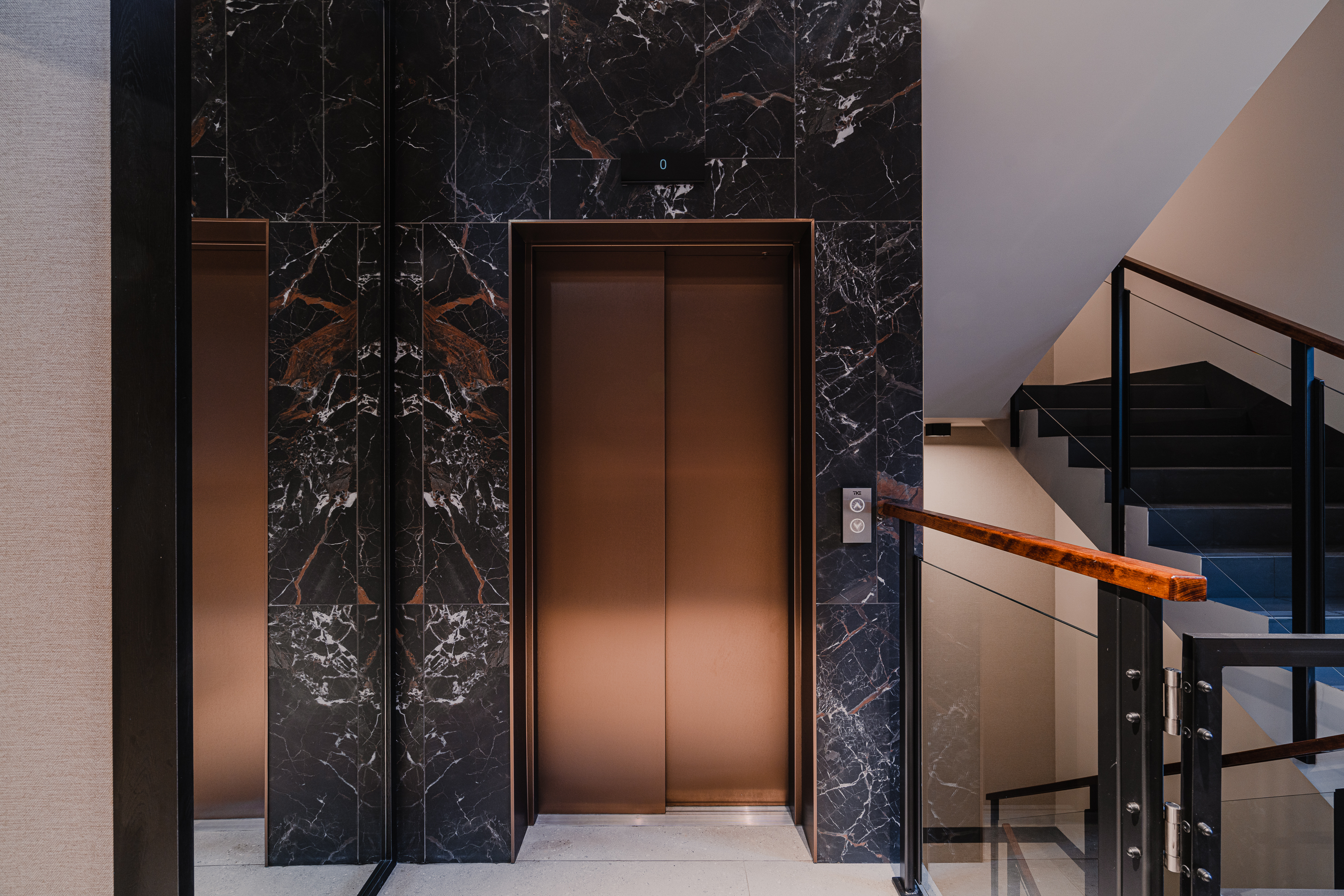
Fragment wnętrza inwestycji Masarska 6 Apartamenty w Krakowie

Atal (zapis stylizowany ATAL) – polski deweloper budowlany z siedzibą w Cieszynie przy ulicy Stawowej 27, realizujący inwestycje w trzech sektorach: mieszkaniowym, komercyjnym oraz w segmencie apartamentów inwestycyjnych.

## Działalność
Atal działa na ośmiu największych rynkach w Polsce, a jego inwestycje deweloperskie realizowane są w: Katowicach, Gliwicach, Chorzowie, Krakowie, Łodzi, Piotrkowie Trybunalskim, Poznaniu, Warszawie, Wrocławiu i Szczecinie. Po pierwszym kwartale 2024 roku spółka zrealizowała 160 projektów deweloperskich w całej Polsce oraz sprzedała 30 tys. mieszkań o łącznej powierzchni ponad 1,5 mln m².
W 2019 roku spółka stowarzyszona Atal Development GmbH rozpoczęła działalność na rynku niemieckim, gdzie w Dreźnie zrealizowała inwestycję pn. Mika Quartier.
Założycielem i właścicielem większościowym spółki Atal jest Zbigniew Juroszek, pełniący jednocześnie funkcję prezesa zarządu spółki.

## Nagrody
Atal należy do Polskiego Związku Firm Deweloperskich. Jest laureatem takich nagród, jak m.in.: Gazele Biznesu, Diamenty Forbesa, Perły Polskiej Gospodarki czy tytuł Budowlanej Firmy Roku. Uczestniczy także w programach Firma Wiarygodna Finansowo oraz Rzetelna Firma, w ramach których uzyskał Złoty Certyfikat.
Projekty architektoniczne dewelopera były wyróżniane w międzynarodowych konkursach. Atal został dwukrotnie nagrodzony w konkursie European Property Awards Develompement (w 2020 roku inwestycja Atal Baltica Towers w kategorii Best Mixed Use Development Poland, a w 2022 roku inwestycja Sokolska 30 Towers w kategoriach Residential Development 20+ Units oraz Residential High-Rise Development). Ponadto projekty Atal Warta Towers oraz Atal Towers doceniono i uhonorowano w konkursie Global Future Design Awards.

## Debiut giełdowy
W 2013 roku obligacje spółki zadebiutowały na rynku Catalys, a od 2015 roku akcje Atal notowane są na Giełdzie Papierów Wartościowych w Warszawie. Atal jest typem spółki dywidendowej.

## Wybrane realizacje
- Francuska Park, Katowice (realizacja: od 2013)[12],
- Sokolska 30 Towers, Katowice (realizacja: 2018–2021)[13],
- Atal Sky+, Katowice (realizacja: od 2021)[14],
- Atal Olimpijska, Katowice (realizacja: od 2021)[15].